# Joseph Weishaupt
Joseph Weishaupt (* 25. März 1953 in Brochenzell; † 22. Januar 1992 in Kempfenhausen) war ein deutscher Hörfunkjournalist.

## Leben
Weishaupt wurde auf einem Bauernhof in Brochenzell (Baden-Württemberg) geboren. Von 1967 bis 1970 machte er im elterlichen Betrieb eine Lehre als Landwirt. Um das Abitur auf dem zweiten Bildungsweg zu erwerben, ging er nach Stuttgart-Bad Cannstatt an das dortige Ambrosianum, das er von 1970 bis 1973 besuchte. Danach studierte er von 1974 bis 1980 Germanistik, Pädagogik und empirische Kulturwissenschaften an der Universität Tübingen. Über die „Deutsch-Französische Partnerschaft, untersucht am Beispiel der Städte Aix und Tübingen“ legte er 1980 seine Magisterarbeit vor.
1982 erfolgte ein Umzug nach München. Von dort aus arbeitete Weishaupt als Hörfunkjournalist unter anderem für den Sender Freies Berlin, den Süddeutschen Rundfunk, die Deutsche Welle, den Westdeutschen Rundfunk und den Bayerischen Rundfunk. Der Schwerpunkt seiner Arbeiten lag bei der Gruppe 47 mit seinen Autoren unter Hans Werner Richter. So reiste er 1990 ins tschechische Dobříš, um über das letzte Treffen der Gruppe zu berichten.

## Hörfunkreportagen (Auswahl)
- 1981: Jung und hübsch, aber unglücklich
- 1985: Junge Autoren in Klagenfurt
- 1987: Walzertraum und Weltgeschichte
- 1989: Welche Zukunft hat das Alter

## Fernsehreportage
- 1991: Wir hatten ein großes A am Bein (zusammen mit Elke Jeanrond)